# Odilio Urfé
Odilio Urfé González (* 18. September 1921 in  Madruga/Provinz Mayabeque; † 6. Juni 1988 in Havanna) war ein kubanischer Pianist, Flötist, Dirigent und Musikwissenschaftler.

## Leben
Urfé hatte den ersten Klavierunterricht bei seiner Mutter Leonor González und seinem Vater, dem Komponisten José Urfé. Von 1938 bis 1947 studierte er Klavier bei María Luisa Chartrand am Konservatorium von Havanna. In seiner Kindheit spielte er Flöte in der Banda Municipal de Música seiner Heimatstadt. 1931 gründete er das Orquesta Ideal, dessen Dirigent und Pianist er war. Von 1942 bis 1950 war er Flötist im Orchester von Cheo Belén Puig und in Armando Valdés Torres’ Orquesta Gris. Ab 1945 war er Pianist im Kammerorchester des Konservatoriums von Havanna.
Im Jahr 1949 gründete Urfé das Instituto de Investigaciones Folklóricas (ab 1963 Seminario de Música Popular Cubana und ab 1988 Centro de Información y Promoción de la Música Cubana Odilio Urfé), in dem unter seiner Leitung Musikwissenschaftler wie Francisco Formell Madariaga, Alfredo Diez Nieto, Ignacio Piñeiro, Manuel Moreno Fraginals, seine Brüder José und Orestes Urfé, Aquilino Cabrera, Santos Ramírez, Ángel Suárez Rocabruna und Julio Safora arbeiteten. In seiner musikwissenschaftlichen Arbeit konzentrierte sich Urfé auf die Ablösung der kubanischen Musik vom kolonialen Erbe und ihrer Verbindung zum zeitgenössischen gesellschaftlichen Kontext, wobei er Konzepte aus Philosophie, Soziologie und Anthropologie integrierte. Darüber hinaus erforschte er intensiv verschiedene Facetten der kubanischen Popmusik, insbesondere die Entwicklung von Danzón, Rumba und Canción. Als Gründer und Dirigent des Orquesta Odilio Urfé und des El Piquete Típico Cubano widmete er sich auch der Aufführung dieser Musik.
1952 gründete Urfé die dem Conservatorio Borges angeschlossene Academia Urfé. 1959 organisierte und leitete er das erste kubanische Folk-Festival, 1962 das erste Festival Nacional de Música Popular Cubana. Daneben hatte er zahlreiche offizielle Funktionen inne. Unter anderem war er ab 1959 Präsident der Sektion Musik der Unión de Escritores y Artistas de Cuba (UNEAC), ab 1963 Chef des Departamento de Música Popular der Generaldirektion für Musik des Consejo Nacional de Cultura (CNC), ab 1966 Generaldirektor für Musik des CNC, ab 1967 Präsident der Sección de Música Popular der UNEAC und ab 1970 Generalsekretär des kubanischen Komitees beim Comité Interamericano de la Música der UNESCO. Weiterhin vertrat er Kuba bei zahlreichen internationalen musikalischen Veranstaltungen und Kongressen u. a. in Polen, Algerien, Kanada, der Sowjetunion, in Deutschland, im Irak, in China, Puerto Rico und den USA.